# Joseph Maria Lutz

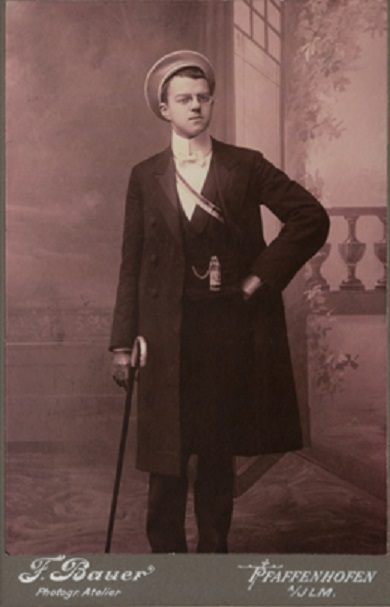
Joseph Maria Lutz als Student

Joseph Maria Lutz (* 5. Mai 1893 in Pfaffenhofen an der Ilm; † 30. August 1972 in München) war ein deutscher Schriftsteller.

## Leben
Joseph Maria Lutz wurde als Sohn des Pfaffenhofener Schulrats Joseph Lutz (1867–1958) und der Maria Haindl (1866–1944) geboren. Wegen einer Kriegsverletzung konnte er seinen erlernten Beruf als Diplom-Landwirt nicht ausüben und begann Romane, Gedichte, Novellen und heitere Kurzgeschichten zu schreiben.
Sein bekanntestes Stück, Der Brandner Kaspar schaut ins Paradies, ist eine Adaption des Stoffs der Erzählung von Franz von Kobell und wurde 1934 in Dresden uraufgeführt. Seitdem wurde es auf mehr als hundert Bühnen gespielt. 1938 übersiedelte Lutz nach München. Ein langjähriger Kontakt zum Volkssänger Josef Eberwein begann.
1946 verfasste Joseph Maria Lutz eine neue Version der Bayernhymne („Gott mit dir, du Land der Bayern …“), die von Ministerpräsident Goppel als gültige eingesetzt wurde (später machte Franz Josef Strauß dies wieder rückgängig). Seine 1956 erschienene Sammlung Die Münchner Volkssänger – Ein Erinnerungsbuch an die gute alte Zeit gilt noch heute als Standardwerk.
Joseph Maria Lutz starb am 30. August 1972 in München. Er liegt auf dem dortigen Waldfriedhof begraben.
Joseph Maria Lutz war seit 1911 Mitglied im schlagenden Corps Donaria in Freising.
Gegenstände des Arbeitszimmers des Dichters, seine Bibliothek und Erinnerungsstücke waren in Pfaffenhofen zu besichtigen. Inzwischen befindet sich diese Dichterstube in der nach ihm benannten Schule in Pfaffenhofen. Vor der Schule erinnert ein Denkmal an ihn.

### Privatleben
In erster Ehe war er ab 14. August 1928 mit der aus Röttingen stammenden Margarete Berger, geb. Engel († 1958), verheiratet. Seine zweite Ehefrau war Ingeborg Lutz, geb. Stockhausen, mit der er ab 1959 verheiratet war.

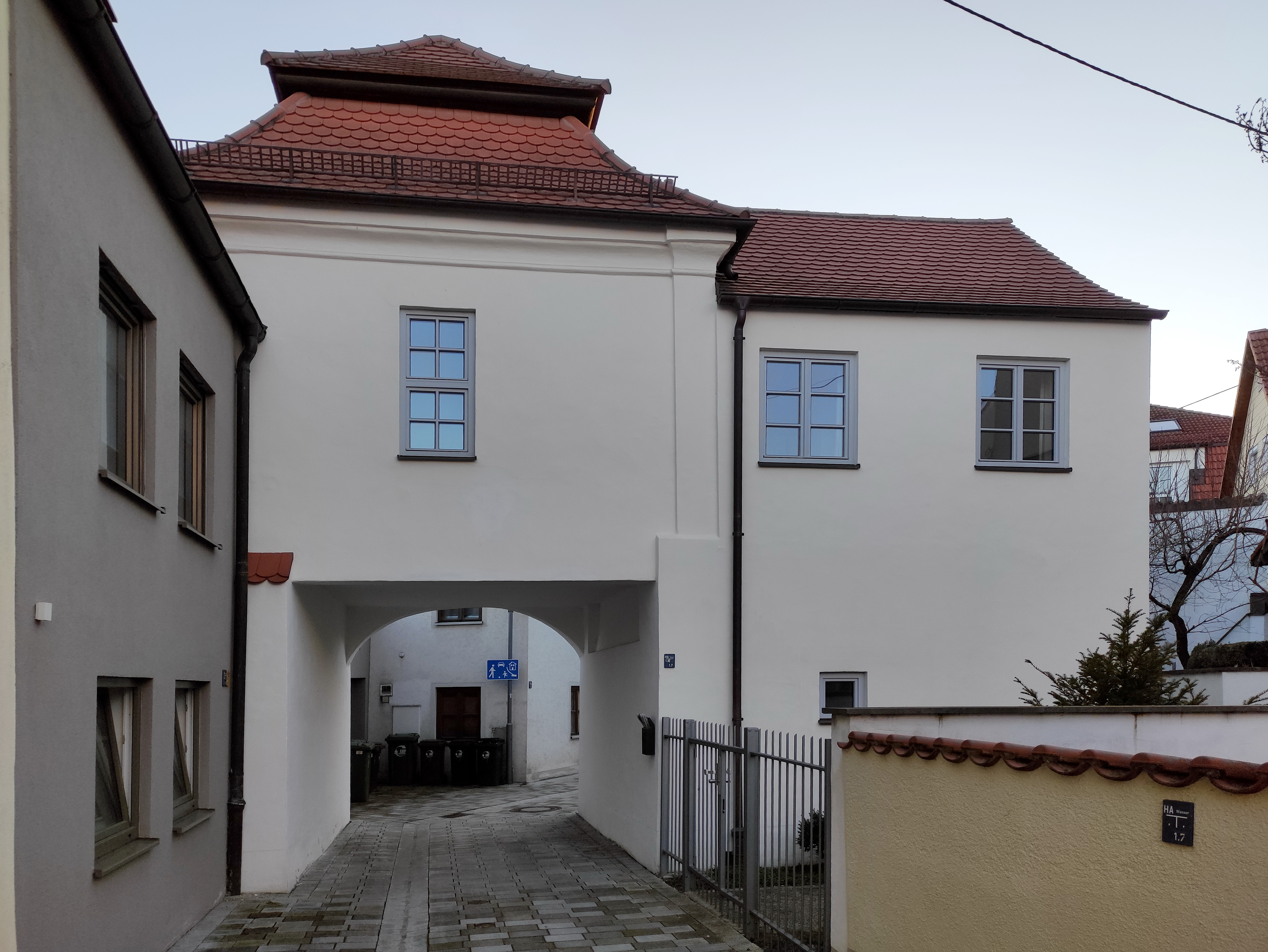
Ehemaliger Ort des Dichtermuseums, der Flaschlturm, Platzl 2
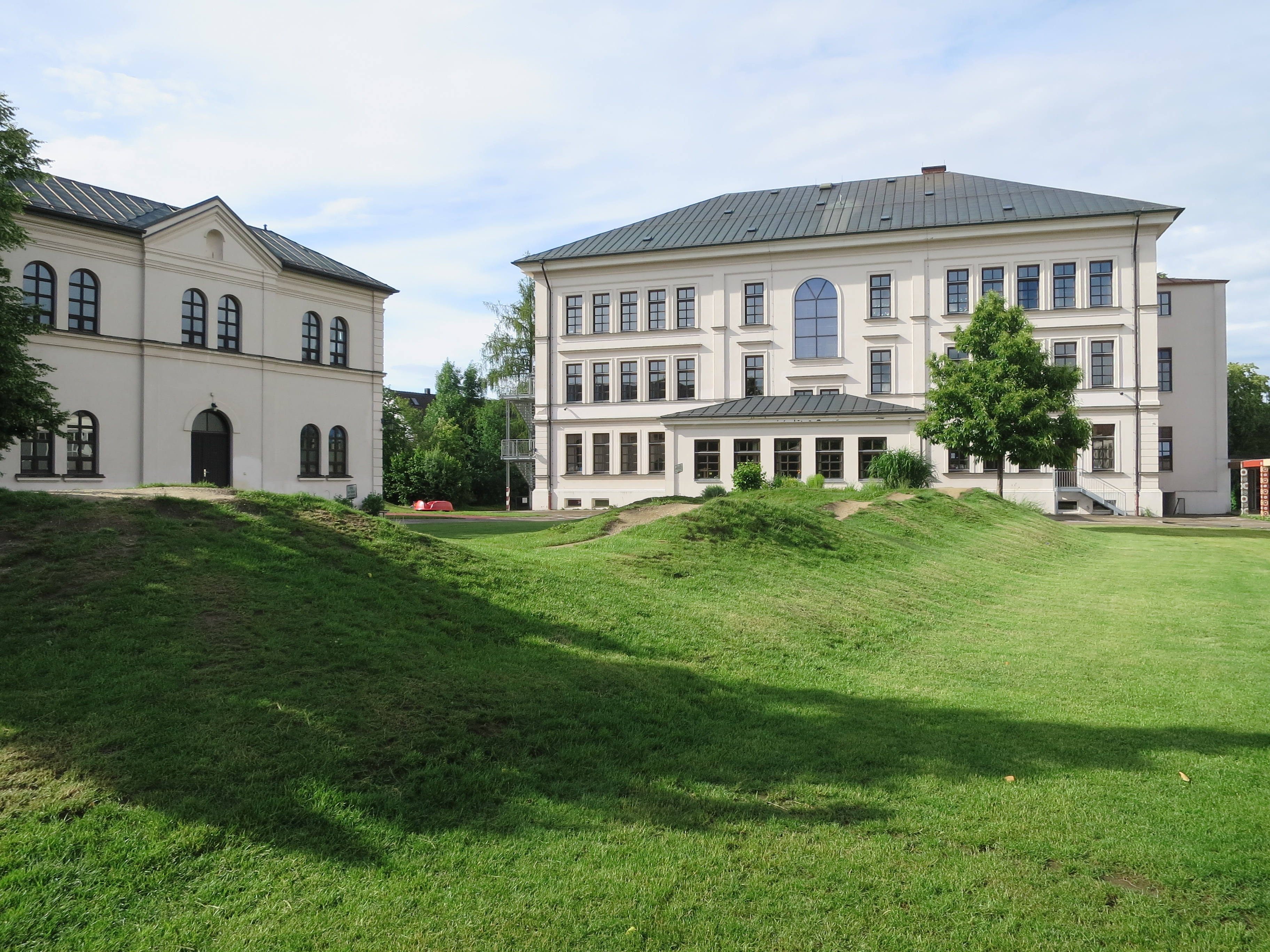
Joseph-Maria-Lutz-Schule in Pfaffenhofen mit Turnhalle

## Auszeichnungen
Lutz war 1961 Preisträger bei der erstmaligen Verleihung des neu geschaffenen Preises des Bayerischen Poetentalers der Münchner Turmschreiber (Süddeutsche Literatenvereinigung). 1968 wurde ihm die Ehrenbürgerschaft der Stadt Pfaffenhofen verliehen. Außerdem ist eine der dortigen Grundschulen, an der bereits sein Vater lehrte, nach ihm benannt.

## Werk

### Bücher
- Junge Welten (1920)
- Heils-Stätte (1921)
- Der Götzendienst Goethe (1925)
- Lachender Alltag (1930)
- Bayerisch, Piper Verlag, München 1932, Band III der Reihe: Was nicht im Wörterbuch steht
- Der Kumpf (1933)
- Käuze am Wege (1936)
- Im Hintergrund die Frauentürme (1940)
- Das übernatürliche Weibsbild (1940)
- Der unsterbliche Lenz (1940)
- Lachender Alltag (1942)
- Das himmelblaue Fenster (1948)
- Vater Unser (1948)
- Der Trübsal zum Trutz
- Vertrautes Land, vertraute Leut (1956)
- Die Münchner Volkssänger (1956)
- Liebe kleine Welt (1962)
- Uns leuchtet ein Licht (1967)
- Der grüne Hut (1968)
- Die mein Leben begleiteten: Hundegeschichten (1972)

### Bühnenwerke
- Der Zwischenfall (1927)
- Die Erlösung Kains (1932)
- Heilige Nacht (1933)
- Der Brandner Kaspar schaut ins Paradies (1934)
- Der Geisterbräu (1937)
- Der Ochse August
- Birnbaum und Hollerstauden (1947)
- Ein Heilig Drei König Spiel (1950)

### Verfilmungen
- 1949: Die seltsame Geschichte des Brandner Kaspar

### Hörspielbearbeitungen
- 1951: Birnbaum und Hollerstauden, BR 1951.
- 1954: Der Brandner Kaspar schaut ins Paradies, BR 1954.
- 1971: Der grüne Hut, BR 1971.
- 1979: Der Zwischenfall. Hörspiel mit Toni Berger (Metzgermeister Matthias Huber), Andrea Rosenberg (Maria), Wolf Euba (Bruno Willmann, Schriftsteller), Joseph Saxinger (Stadtpfarrer Fuchs), Karl Obermayr (Bicherl, Brauereibesitzer), Willy Harlander (Kaufmann Pfinsinger), Maria Stadler (Die alte Traglerin), Alexander Golling (Oberregierungsrat Mitscherlich), Gerd Anthoff (Kratzmeier, Chorregent), Molly Fitz (Moritatensängerin), Walter Fitz (Moritatensänger) und viele andere. Komposition: Rolf Wilhelm, Bearbeitung: Oskar Weber, Regie: Willy Purucker. BR 1979.

Ein chronologisches Verzeichnis seiner Werke befindet sich außerdem in: D’Hopfakirm, Nr. 18, S. 50–58.